# Frank Ullrich
Pour les articles homonymes, voir Ullrich.
Frank Ullrich, né le 24 janvier 1958 à Trusetal (Thuringe), est un biathlète est-allemand qui devient par la suite entraîneur de l'équipe de biathlon de RDA puis d'Allemagne après la réunification. Il est souvent cité parmi les plus grands biathlètes de tous les temps.

## Carrière
Il est venu vers ce sport en partie grâce à son père, qui était arbitre au biathlon. Il participe à sa première compétition en 1967 dans des championnats pour jeunes. Précoce, il devient champion du monde junior de relais en 1975. L'année suivante, il remporte la médaille de bronze en relais aux Jeux olympiques à Innsbruck (Autriche) à l'âge de seulement 18 ans avec Manfred Geyer, Karl-Heinz Menz et Manfred Beer. Ceci marque le début de sa mainmise sur ce sport, devenant en une décennie neuf fois champion du monde (3 fois en sprint consécutivement de 1978 à 1981, 2 fois à l'individuel en 1982 et 1983, 4 fois en relais de 1978 à 1982). Dans des mondiaux, il est seulement deux fois en dehors du podium lors des épreuves qu'il dispute. Également, il décroche trois médailles olympiques à Lake Placid en 1980, où il devient le premier champion olympique de sprint avec 2 fautes au tir devant deux Soviétiques, mais avec largement la meilleure vitesse en ski, l'argent à l'individuel derrière Anatoly Alyabyev qui réalise le seul sans faute, alors qu'Ullrich commer trois erreurs au tir et encore l'argent au relais, et remportant à quatre reprises la Coupe du monde, en 1978 (la première édition), 1980 (avec 5 victoires, son meilleur total), 1981 et 1982. Il se classe deuxième en 1979, derrière Klaus Siebert. Aux Jeux olympiques d'hiver de 1984, il est le porte-drapeau de la délégation est-allemande et se classe notamment cinquième de l'individuel et quatrième du relais. Il prend sa retraite sportive après cette saison olympique où il enregistre son plus mauvais classement en Coupe du monde (24e et 0 podium), alors qu'il figurait jusque là toujours sur le podium. Durant sa carrière, il accumule dix-sept succès dans des courses individuelles, un des plus grands totaux dans l'histoire.
Il devient ensuite l'entraîneur de l'équipe nationale est-allemande en 1987, après que sa femme meurt d'une longue maladie avant de prendre en charge lors de la réunification l'entraînement du sprint de l'équipe d'Allemagne. En 2012, il succède à Jochen Behle en tant qu'entraîneur de l'équipe allemande de ski de fond.

## Palmarès

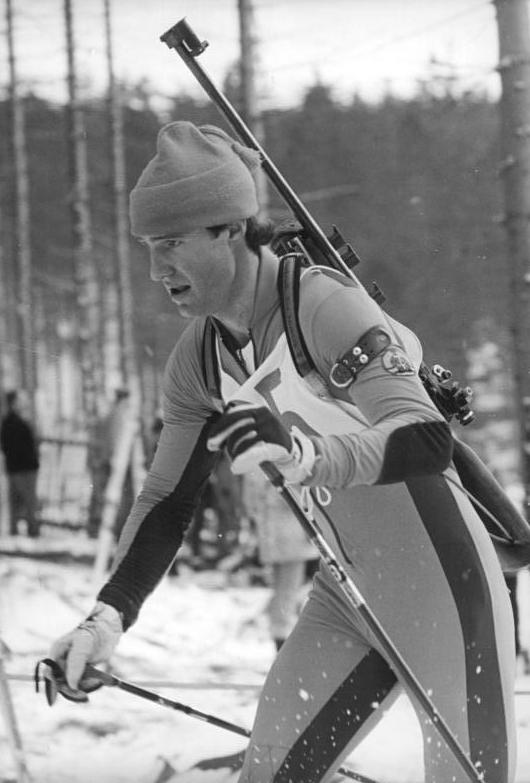
Frank Ullrich en 1982.

### Jeux olympiques d'hiver
| Épreuve / Édition   | Individuel                         | Sprint                           | Relais                              |
| ------------------- | ---------------------------------- | -------------------------------- | ----------------------------------- |
| JO 1976 Innsbruck   | -                                  | Épreuve inexistante à cette date | Médaille de bronze, Jeux olympiques |
| JO 1980 Lake Placid | Médaille d'argent, Jeux olympiques | Médaille d'or, Jeux olympiques   | Médaille d'argent, Jeux olympiques  |
| JO 1984 Sarajevo    | 5e                                 | 17e                              | 4e                                  |

### Championnats du monde
| Épreuve    | 1977 à Vingrom                     | 1978 à Hochfilzen                 | 1979 à Ruhpolding             | 1981 à Lahti                      | 1982 à Minsk                      | 1983 à Anterselva                 |
| ---------- | ---------------------------------- | --------------------------------- | ----------------------------- | --------------------------------- | --------------------------------- | --------------------------------- |
| Individuel |                                    | Médaille d'argent, Coupe du Monde | 4e                            | Médaille d'argent, Coupe du Monde | Médaille d'or, Coupe du Monde     | Médaille d'or, Coupe du Monde     |
| Sprint     |                                    | Médaille d'or, Coupe du Monde     | Médaille d'or, Coupe du Monde | Médaille d'or, Coupe du Monde     | Médaille d'argent, Coupe du Monde | 8e                                |
| Relais     | Médaille de bronze, Coupe du Monde | Médaille d'or, Coupe du Monde     | Médaille d'or, Coupe du Monde | Médaille d'or, Coupe du Monde     | Médaille d'or, Coupe du Monde     | Médaille d'argent, Coupe du Monde |

Légende :
- : médaille de bronze.

### Coupe du monde
- Vainqueur du classement général en 1978, 1980, 1981 et 1982.
- 30 podiums individuels : 17 victoires, 11 deuxièmes places et 2 troisièmes places.
- 14 victoires en relais.

#### Liste des victoires
17 victoires (11 en sprint et 6 à l'individuel)
| Saison                | Date            | Lieu               | Discipline                               |
| --------------------- | --------------- | ------------------ | ---------------------------------------- |
| 1977–1978 3 victoires | 22 février 1978 | Antholz-Anterselva | 20 km individuel                         |
| 1977–1978 3 victoires | 4 mars 1978     | Hochfilzen         | 10 km sprint (Championnats du monde)     |
| 1977–1978 3 victoires | 27 mars 1978    | Mourmansk          | 10 km sprint                             |
| 1978–1979 1 victoire  | 31 janvier 1979 | Ruhpolding         | 10 km sprint (Championnats du monde)     |
| 1979–1980 5 victoires | 19 janvier 1980 | Ruhpolding         | 10 km sprint                             |
| 1979–1980 5 victoires | 26 janvier 1980 | Antholz-Anterselva | 10 km sprint                             |
| 1979–1980 5 victoires | 19 février 1980 | Lake Placid        | 10 km sprint (Jeux olympiques)           |
| 1979–1980 5 victoires | 22 mars 1980    | Hedenäset          | 10 km sprint                             |
| 1979–1980 5 victoires | 27 mars 1980    | Mourmansk          | 20 km individuel                         |
| 1980–1981 2 victoires | 31 janvier 1981 | Ruhpolding         | 10 km sprint                             |
| 1980–1981 2 victoires | 14 février 1981 | Lahti              | 10 km sprint (Championnats du monde)     |
| 1981–1982 4 victoires | 16 janvier 1982 | Egg am Etzel       | 10 km sprint                             |
| 1981–1982 4 victoires | 23 janvier 1982 | Antholz-Anterselva | 10 km sprint                             |
| 1981–1982 4 victoires | 28 janvier 1982 | Ruhpolding         | 20 km individuel                         |
| 1981–1982 4 victoires | 10 février 1982 | Minsk              | 20 km individuel (Championnats du monde) |
| 1982–1983 2 victoires | 9 février 1983  | Antholz-Anterselva | 20 km individuel                         |
| 1982–1983 2 victoires | 24 février 1983 | Antholz Anterselva | 20 km individuel (Championnats du monde) |

### Championnats du monde junior
- 3 médailles[4] :
  -  Médaille d'or du relais en 1975.
  -  Médaille d'or de l'individuel en 1977.
  -  Médaille de bronze du sprint en 1975.